# 由薫
由薫（ゆうか、2000年7月9日 - ）は、日本のシンガーソングライター。所属事務所はアミューズ、所属レーベルはPolydor Records。

## 略歴
沖縄県で生まれ、幼少期をアメリカ、スイスで過ごす。音楽好きな両親の影響で洋楽、邦楽を聴いて育ち、小学生の時にはミュージカルに出演した。ブロードウェイでミュージカル「ウィキッド」の観劇により表現活動に興味を持ち、ネットなどで世界中の音楽を聴くようになる。15歳の頃、アコースティックギターを手にする。それをきっかけにカバーユニットやバンドを始め、17歳頃にはオリジナル楽曲の制作を開始する。
2017年、GYAOとアミューズによる合同オーディション企画「NEW CINEMA PROJECT」の第1回オーディション・ミュージシャン部門で審査員特別賞を受賞し、アミューズに所属する。
2021年11月には、 インディーズシングル『Fish』を配信リリース。その後、3ヶ月連続でデジタルシングルをリリースし、2022年2月には1st EP『Reveal』をリリースした。同年3月、アルバム収録曲「Leon」が、エフエム山形のPowerPush曲に選ばれた。
2022年6月15日、ONE OK ROCKのToruのプロデュース楽曲である『lullaby』でユニバーサルJからメジャーデビューすることを発表。また、同楽曲が映画『バスカヴィル家の犬 シャーロック劇場版』の主題歌に抜擢された。新人としては異例の抜擢である。そして同年11月4日に再びToru（ONE OK ROCK）との共作となる『No Stars』を配信リリース。同楽曲は東京・J-WAVEの11月「SONAR TRAX」、そして大阪・FM802の11月「HEAVY ROTATION」という2大パワープレイを獲得した後、全国のラジオ局でも流れだし、知名度を上げるきっかけとなった。12月19日には自身が作詞・作曲した楽曲『gold』を配信リリース。同楽曲はAmazon Prime VideoのCMソング（サビではない部分を使用）として採用された。
2023年2月8日に、テレビ朝日系ドラマ『星降る夜に』（吉高由里子主演、北村匠海出演）の主題歌で、Toru（ONE OK ROCK）とタッグを組んだ楽曲「星月夜」（読み：ほしづきよ）を配信リリース。同楽曲は2月15日発表の「オリコン週間デジタルシングル（単曲）ランキング」、同日に発表されたBillboard Japan Download Songsで初登場1位となり、自身初のデジタルシングルチャート1位を獲得。また2024年1月31日には、Billboard JAPANチャートにおけるストリーミング累計再生回数が1億回を突破した。
同年3月、アメリカで開催された音楽祭「2023 SXSW Music Festival」に出演。これが初の海外ライブとなる。また、同年5月より、初のワンマンツアーの開催が決定。6月16日には、YouTubeチャンネルTHE FIRST TAKE（第330回）に初出演。由薫のボーカルとキーボーディスト・Gakushiのピアノ演奏のみで構成した特別アレンジ・バージョンの「星月夜」を披露。この音源は7月7日に配信リリースされた。また同年9月29日には、ボーカルとオリジナル日本語詞の作詞で参加したスウェーデンのEDMデュオNOTD（ノーテッド）の楽曲「AM:PM (YU-KA Version)」を配信リリース。本作品のレコーディングはNOTDの拠点であるスウェーデンのストックホルムで行われた。10月30日にはテレビドラマ『たとえあなたを忘れても』の主題歌に起用された新曲「Crystals」を、11月10日には同楽曲の英語詞版である「Crystals English ver.」を配信リリース。この英語詞版は「Crystals」のデモ段階で元々付けられていた英語詞を改めて書き直し制作された。
2024年1月17日、楽曲プロデュースとして、Toru（ONE OK ROCK）やMONKEY MAJIK、エリック・リボムらが参加した1stアルバム『Brighter』を発売。2月14日には公式YouTubeチャンネルで収録曲「E Y E S」のミュージック・ビデオを、また公式ホームページでアルバムのセルフライナーノーツを公開。3月11日にはアルバム収録曲であり、テレビアニメ『メタリックルージュ』のオープニングテーマ「Rouge」のリリックダンスビデオを公式YouTubeチャンネルで公開。監督は清水憲一郎が務め、ELEVENPLAYのYUがダンサーとして出演した。
同年3月14日には前年に続き、アメリカ合衆国テキサス州オースティンで開催された「SXSW Music Festival 2024」へ出演。1stアルバム『Brighter』収録曲を中心にしたアコースティック・ライヴを行った。また16日には『由薫 Tour 2024「Brighter」』の一環として、カリフォルニア州ロサンゼルスのTHE LOVE SONG BARにて自身初となる海外ワンマンライヴを開催。1stアルバムの楽曲や沖縄民謡の「てぃんさぐぬ花」などを披露した。また同月22日に沖縄県総合運動公園多目的広場で開催されたロックバンドHY主催の音楽フェス『HY SKY Fes 2024 前夜祭』に出演。地元・沖縄で初ライブを行った。
同年5月31日には、配信シングル「もう一度」をサプライズ・リリースし、アメリカ・ロサンゼルスで撮影したミュージック・ビデオを公開した。また6月8日から30日まで、ライブツアー『由薫 Tour 2024 “Brighter”』の国内公演を開催。22日の東京公演は、由薫が「いつかここに立てるようになりたい」と憧れを持っていた会場であるShibuya WWW Xで開催され、当日のライブ内MCで「みんなのおかげで立てました！」とファンに対して感謝の言葉を語った。
同年6月28日には、TBS系金曜ドラマ『笑うマトリョーシカ』の主題歌として書き下ろした「Sunshade」を、また10月5日には、Toru（ONE OK ROCK）と制作した楽曲を集めたデジタルコンピレーション『YU-KA & Toru works 2022-2024』を配信。11月1日には東京・代官山UNITにて、一夜限りのスペシャル・ワンマンライブ『After Sun』を開催。また同公演内で初披露となった全編英詞のバラード「Feel Like This」のライブ映像を11月29日に公式YouTubeチャンネルで公開。12月5日には同楽曲を配信シングルとしてリリースした。
2025年3月12日、2023年7月に単身スウェーデンに向かい、現地のクリエイター達と制作した楽曲を収めたEP『Wild Nights』を発売。また同月29日から4月17日まで、上記EPを引っ提げた東名阪ツアー『YU-KA Tour 2025 “Wild Nights”』を全3会場で開催。ツアーファイル公演は自身初となる東京・LIQUIDROOMで行った。

## 人物
沖縄県出身。2歳から4歳までアメリカ、5歳から8歳までスイスで暮らしており、英語と日本語をマルチに操るバイリンガルである。
本や映画が好きで、映画研究会に入って助手として映画の撮影を手伝っていたことがある。身長171cm。梅干しとグミが好き。

## ディスコグラフィ

### シングル

#### デジタルシングル
| #                    | 配信日         | タイトル                     | 収録作品              |
| -------------------- | -------------- | ---------------------------- | --------------------- |
| アミューズ           |                |                              |                       |
| 1                    | 2021年11月5日  | Fish                         | 1st EP「Reveal」      |
| 2                    | 2021年12月3日  | Yesterday                    | 1st EP「Reveal」      |
| 3                    | 2022年1月21日  | 風                           | 1st EP「Reveal」      |
| ユニバーサル J       |                |                              |                       |
| 1                    | 2022年11月4日  | No Stars                     | 1st AL「Brighter」    |
| 2                    | 2022年12月19日 | gold                         | 1st AL「Brighter」    |
| 3                    | 2023年2月8日   | 星月夜                       | 1st AL「Brighter」    |
| 4                    | 2023年4月14日  | Blueberry Pie                | 1st AL「Brighter」    |
| 5                    | 2023年10月30日 | Crystals                     | 1st AL「Brighter」    |
| 6                    | 2023年11月10日 | Crystals (English ver.)      | 1st AL「Brighter」    |
| Polydor Records      |                |                              |                       |
| 1                    | 2023年7月28日  | sugar                        | 1st AL「Brighter」    |
| 2                    | 2024年5月31日  | もう一度                     | 3rd EP「Sunshade」    |
| 3                    | 2024年6月28日  | Sunshade                     | 3rd EP「Sunshade」    |
| 4                    | 2024年8月16日  | 勿忘草                       | 3rd EP「Sunshade」    |
| 5                    | 2024年12月5日  | Feel Like This               | 4th EP「Wild Nights」 |
| 6                    | 2025年1月24日  | Mermaid                      | 4th EP「Wild Nights」 |
| THE FIRST TAKE MUSIC |                |                              |                       |
| -                    | 2023年7月7日   | 星月夜 - From THE FIRST TAKE | —                     |

### 参加楽曲
- NOTD（ノーテッド）「AM:PM (YU-KA Version)」（2023年9月29日）※ボーカルとオリジナル日本語詞の作詞で参加[23][24]。

## ライブ

### 出演イベント
- FM802 MINAMI WHEEL 2021（2021年10月9日、BEYOND）
- Rose Ceremony（2022年5月25日、Music Club JANUS）
- SAKAE SP-RING 2022（2022年6月4日、HeartLand）
- 宵皆祭（2022年7月5日、Shibuya duo MUSIC EXCHANGE）
- HUG ROCK FESTIVAL 2022 ハグの日（2022年8月9日、渋谷gee-ge）
- KOBE COLLECTION SPECIAL SHOW（2022年9月24日、生田神社 ※モデルとしても出演）
- SOUTH SIDE PLAY 2nd 〜MINAMI WHEEL EDITION〜（2022年9月26日）
- MEGA★ROCKS 2022（2022年10月1日、仙台SpaceZero）
- オハラ☆ブレイク '22秋（2022年10月8日、福島県 猪苗代湖畔 天神浜）
- FM802 MINAMI WHEEL 2022（2022年10月9日、FANJ twice）
- 完全招待制イベント「Invitation to TRIAL GATE Vol.4」（2023年1月21日、渋谷TOKIO TOKYO）
- OSAKA AUTOMESSE × FM802 CUSTOMIZE ARENA（2023年2月12日、インテックス大阪）
- 2023 SXSW Music Festival（2023年3月、USA・オースティン）
- 奏鯉 - かなでり -（2023年3月25日、広島クラブクアトロ）
- MEGA★ROCKS 2023（2023年10月1日、場所未定）
- SXSW Music Festival 2024（2024年3月14日、アメリカ合衆国テキサス州オースティンCentral Presbyterian Church）[31]
- HY SKY Fes 2024 前夜祭（2024年3月22日、沖縄県総合運動公園 多目的広場）[32]

## ミュージックビデオ
| 公開日     | 監督                              | 曲名               | 備考                                            |
| ---------- | --------------------------------- | ------------------ | ----------------------------------------------- |
| 2021/11/05 | 岩澤高雄                          | 「Fish」           |                                                 |
| 2021/12/03 | 岩澤高雄                          | 「Yesterday」      |                                                 |
| 2022/01/21 | 岩澤高雄                          | 「風」             |                                                 |
| 2022/03/02 | 岩澤高雄                          | 「Leon」           |                                                 |
| 2022/06/10 | YUANN（kidzfrmnowhere.）          | 「lullaby」        |                                                 |
| 2022/11/04 | HIROHITO MATSUMURA（TCM-KAORU）   | 「No Stars」       |                                                 |
| 2022/12/19 |                                   | 「gold」           | Official Lyric Video                            |
| 2023/02/08 | 丸井"Motty"元子                   | 「星月夜」         |                                                 |
| 2024/02/14 | Yuji Oki                          | 「E Y E S」        |                                                 |
| 2024/03/11 | 清水憲一郎                        | 「Rouge」          | Lyric Dance Video                               |
| 2024/05/04 | Shotaro Yaoita (NEWFATGLORYFILMS) | 「Hangry」         | Official Lyric Video                            |
| 2024/05/31 | Shotaro Yaoita (NEWFATGLORYFILMS) | 「もう一度」       |                                                 |
| 2024/07/19 | 仲原達彦                          | 「Sunshade」       |                                                 |
| 2024/08/16 | 仲原達彦                          | 「勿忘草」         | 幼少期の由薫を撮影した ホームビデオ映像を使用。 |
| 2024/09/06 | 仲原達彦                          | 「ツライクライ」   | [ 50 ]                                          |
| 2024/12/12 | 諏訪翔平 (Panbanisha Inc.)        | 「Feel Like This」 | [ 51 ]                                          |
| 2025/01/24 | yoru                              | 「Mermaid」        | Illustration：胡桃                              |

## タイアップ一覧
| 楽曲           | タイアップ                                                                           | 収録作品                | 時期       |
| -------------- | ------------------------------------------------------------------------------------ | ----------------------- | ---------- |
| lullaby        | 映画『バスカヴィル家の犬 シャーロック劇場版』主題歌                                  | 1stアルバム『Brighter』 | 2022年6月  |
| lullaby        | FMヨコハマ「Tresen」エンディングテーマ                                               | 1stアルバム『Brighter』 | 2022年6月  |
| No Stars       | チバテレ「ちば朝ライブ モーニングこんぱす」2022年12月度エンディングテーマ            | 1stアルバム『Brighter』 | 2022年12月 |
| gold           | Amazon Prime Video CMソング                                                          | 1stアルバム『Brighter』 | 2022年12月 |
| 星月夜         | テレビ朝日系ドラマ『星降る夜に』主題歌                                               | 1stアルバム『Brighter』 | 2023年1月  |
| sugar          | テレビ朝日系「NUMAnimation」枠アニメ『うちの会社の小さい先輩の話』エンディングテーマ | 1stアルバム『Brighter』 | 2023年7月  |
| Crystals       | ABCテレビ ドラマ『たとえあなたを忘れても』主題歌                                     | 1stアルバム『Brighter』 | 2023年10月 |
| Rouge          | テレビアニメ『メタリックルージュ』オープニングテーマ                                 | 1stアルバム『Brighter』 | 2024年1月  |
| Sunshade       | TBS系 ドラマ『笑うマトリョーシカ』主題歌                                             | EP『Sunshade』          | 2024年6月  |
| 勿忘草         | 本山製作所『創業100周年記念特別映像 ～「未来につなぐ」篇～』CMソング                 | EP『Sunshade』          | 2024年7月  |
| もう一度       | 本山製作所『創業100周年記念特別映像 ～「歴史につながる」篇～』CMソング               | EP『Sunshade』          | 2024年7月  |
| Feel Like This | Netflix 配信アニメ『BEASTARS FINAL SEASON』エンディングテーマ                        | EP『Wild Nights』       | 2024年12月 |

## 出演

### テレビ
- Tune（フジテレビ、2022年6月10日）
- Venue101 EXTRA（NHK総合、2022年7月2日、2023年11月4日）[61]
- MUSIC STATION（テレビ朝日、2023年2月17日）[62]
- バズリズム02（日本テレビ、2023年2月18日）[63]
- うたコン（NHK総合、2023年5月30日）[64]

### インターネット配信
- 由薫のタイムカプセル（2021年12月7日 - 、Amazon Music / Spotify 他）※ポッドキャスト
- わたしたち、歌う梅干し3人組（2024年10月18日 - 、Spotify / Apple Podcast 他）※ポッドキャスト[65]

### ラジオ
- もちこみっ!（2020年3月15日、2022年6月11日、RKBラジオ）
- You Kaleidoscope（2024年10月6日 - 2025年3月28日、毎週金曜日01:30-02:00、ZIP-FM）[66][67]
- 由薫のFRIDAY NIGHT DIVER（2025年4月4日 - 、BAYFM）[68]

### スチール・広告
- LUUP（ループ）「#この道をワープしたい 総選挙!」キャンペーン／表参道 ≫≫ 代々木公園（2022年）

### Web
インタビュー
- Z世代シンガーソングライター・由薫の軌跡と魅力｜人に寄り添う音楽ができるまで（Qetic）[69]
- 由薫──私にしか歌えない心の叫び｜メジャーデビューで映画主題歌抜擢（Qetic）[70]
- 由薫メジャー1stシングル「lullaby」特集/ワンオクToruプロデュース曲が映し出す、変化し続ける次世代SSWの現在地（2022年6月15日、音楽ナタリー）[71]
- 由薫／PIA SONAR MUSIC FRIDAYインタビュー(第51回)  メジャーデビューシングルが映画主題歌に大抜擢! 注目のシンガーソングライター・由薫インタビュー（2022年6月17日、ぴあ）[72]
- 由薫「No Stars」「星月夜」特集（2022年11月24日、音楽ナタリー）[73]
- ドラマ『星降る夜に』主題歌で話題の由薫にインタビュー　音楽活動を通して気づいた自分を表現するということ（2023年2月8日、Real Sound）[74]
- シンガーソングライター由薫に単独インタビュー ドラマ『星降る夜に』主題歌「星月夜」は「自然に表現できる、自分自身に近い曲」（2023年2月21日、entax）[75]
- ＜由薫インタビュー＞ドラマ主題歌「星月夜」ヒットでの変化明かす “共感”を集める歌詞のこだわりも（2023年5月26日、モデルプレス）[76]
- 【インタビュー】由薫、“ひとりぼっち”から“みんな”へ「近い距離感で素の私の言葉を聞いてほしい」（2023年5月26日、BARKS）[77]
- 由薫、EP『Alone Together』はそっと差し出すような1枚に　「星月夜」のヒットで新たな気づきも（2023年5月27日、Real Sound）[19]
- 【同世代インタビュー】音楽は夢と現実の間。前進し続ける、由薫の世界観と音楽への情熱（2023年10月17日、WANNA LAB.）[78]
- 由薫、新曲「Crystals」で新たな境地へ スウェーデンでの旅を経て進化を遂げた今を語る（2023年10月30日、Real Sound）[79]
- 【インタビュー】由薫、ドラマ『たとえあなたを忘れても』主題歌「Crystals」に今という瞬間「曖昧だけど確かにあるようなもの」（2023年11月4日、BARKS）[80]
- シンガーソングライター由薫が明かす、“星月夜”でワンオクToruから学んだ姿勢、グローバルにJ-POPを捉えたアルバム『Brighter』の背景（2024年1月16日、Mikiki by TOWER RECORDS）[81]
- 【由薫 インタビュー】私は私のままで普通に海外でも曲を聴いてもらえる日本人でいたい（2024年1月17日、OK Music）[82]
- 【インタビュー】由薫、1stアルバム『Brighter』に1年半の軌跡「“より輝きます”という決意を表明したかった」（2024年1月21日、BARKS）[83]
- 由薫、アルバム『Brighter』完成 第一声インタビュー 変化と今、明るい場所へ進む決意（2024年1月22日、Real Sound）[84]
- 【インタビュー】由薫（2024年2月15日、ローチケ）[85]
- 由薫「Sunshade」インタビュー 1つひとつ繊細に向き合ったEP「Sunshade」 それぞれの楽曲に込めた思いとは（2024年9月6日、音楽ナタリー）[86]
- ＜由薫インタビュー＞“等身大の私”を詰め込んだEP「Sunshade」で新たな領域へ　ONE OK ROCK・Toruとの共作エピソードも（2024年9月6日、モデルプレス）[87]
- 由薫「Sunshade」インタビュー――言葉や行動にならない風のような愛情を（2024年9月9日、encore）[88]
- 【インタビュー】由薫、ドラマ『笑うマトリョーシカ』主題歌含むEPに濃厚で果てしない広がり「表現したのは現在の自分のありのまま」（2024年9月10日、BARKS）[89]

### 舞台
- Song Storytelling in BAROOM『ピーター・パンとウェンディ』（2025年2月3日 - 9日、BAROOM） - ピーター・パン 役[90]

## 書籍

### 雑誌
- SPUR 2021年9月号（2021年7月20日、集英社） - モデル
- B-PASS 2022年8月号（2022年6月27日、シンコーミュージック・エンタテイメント）

## 受賞・ノミネート歴
- J-WAVE 音楽賞授賞式『SAISON CARD TOKIO HOT 100 AWARD』- BEST SONAR TRAX OF 2022 ノミネート[91]